# 西厓柳成龍號驅逐艦
西厓柳成龍號驅逐艦（韓語：DDG-993 서애류성룡/西厓柳成龍號 驅逐艦）是大韓民國海軍建造的世宗大王級驅逐艦的第三艘。該艦是大韓民國海軍以神盾艦標準建造的第三艘驅逐艦，以朝鮮王朝的學者柳成龍的名字命名。

## 背景
該艦屬於世宗大王級三號艦，世宗大王級屬於韓國海軍韓國驅逐艦實驗（KDX）計劃的第三階段（KDX-III），該計劃是一項大型造船計劃，旨在增強韓國海軍保衛韓國週邊海域免受各種威脅的能力，並韓國海軍打造成一支藍水海軍。
該艦配備神盾戰鬥系統（Baseline 7 Phase 1）和AN/SPY-1D多功能雷達天線。
KDX-III世宗大王驅逐艦標準排水量8,500噸，滿載噸位11,000噸，該型艦是迄今為止韓國海軍擁有過的最大的驅逐艦，實際上，這級艦船比其他國家海軍的大多數驅逐艦都要大。  該型艦比阿利·伯克級驅逐艦或愛宕級驅逐艦也更大、更重，可以比後者多容納 32 枚飛彈。因此，一些學者認為，這類艦艇更適合稱為巡洋艦而不是驅逐艦。  KDX-III是目前攜帶宙斯盾作戰系統的最大艦艇。

## 建造與服役
西厓柳成龍號於 2008年11月14日由現代重工下水。它稍後於2010年8月31日服役。

### 環太平洋演習
西厓柳成龍號、王建號和張保皐號潜艦參加了2014年環太平洋軍演。
2020 年 8 月 17 日，西厓柳成龍號與忠武公李舜臣號一起航行至夏威夷，參加2020年環太平洋演習

## 圖集

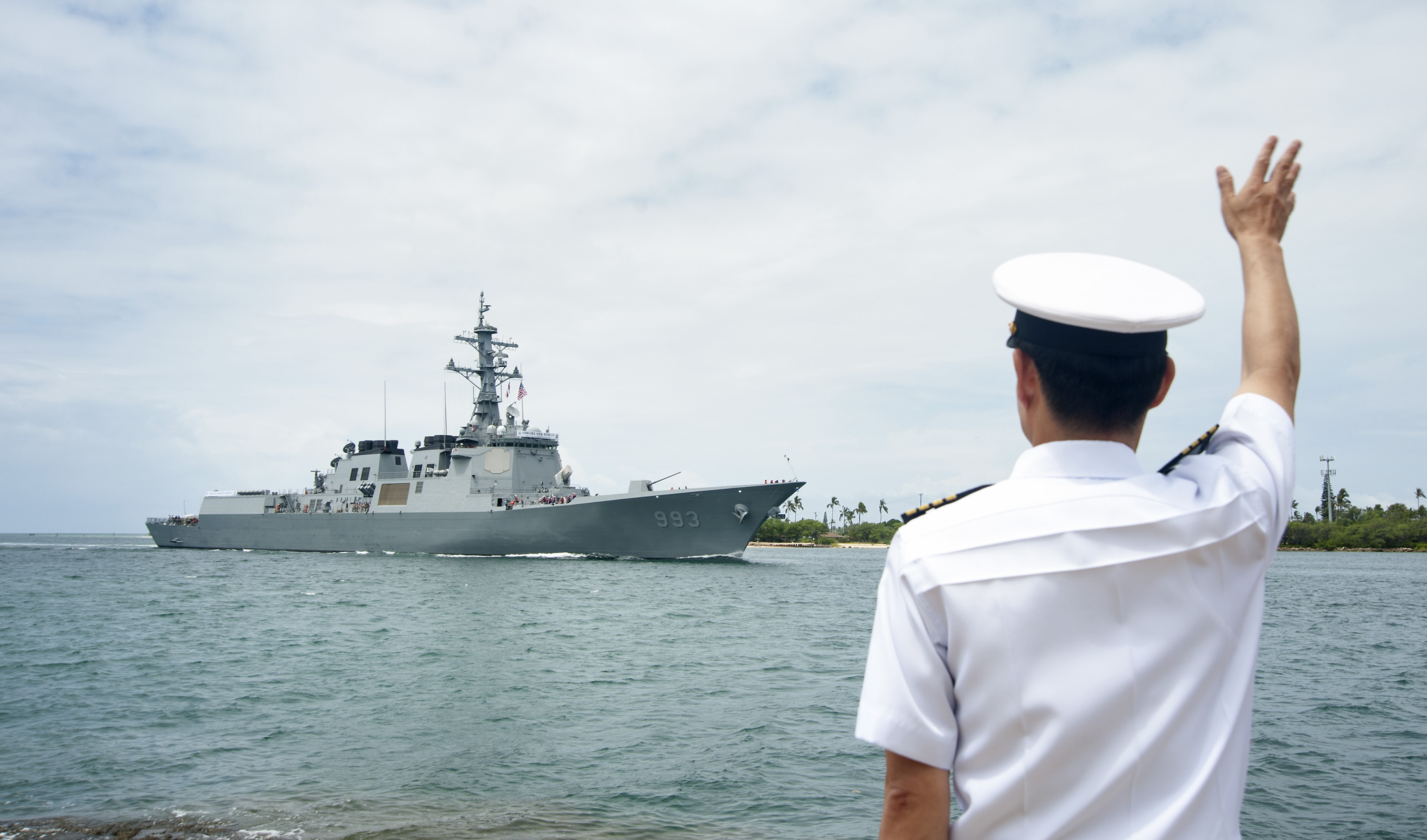
西厓柳成龍號在2014年環太平洋軍演期間抵達珍珠港。
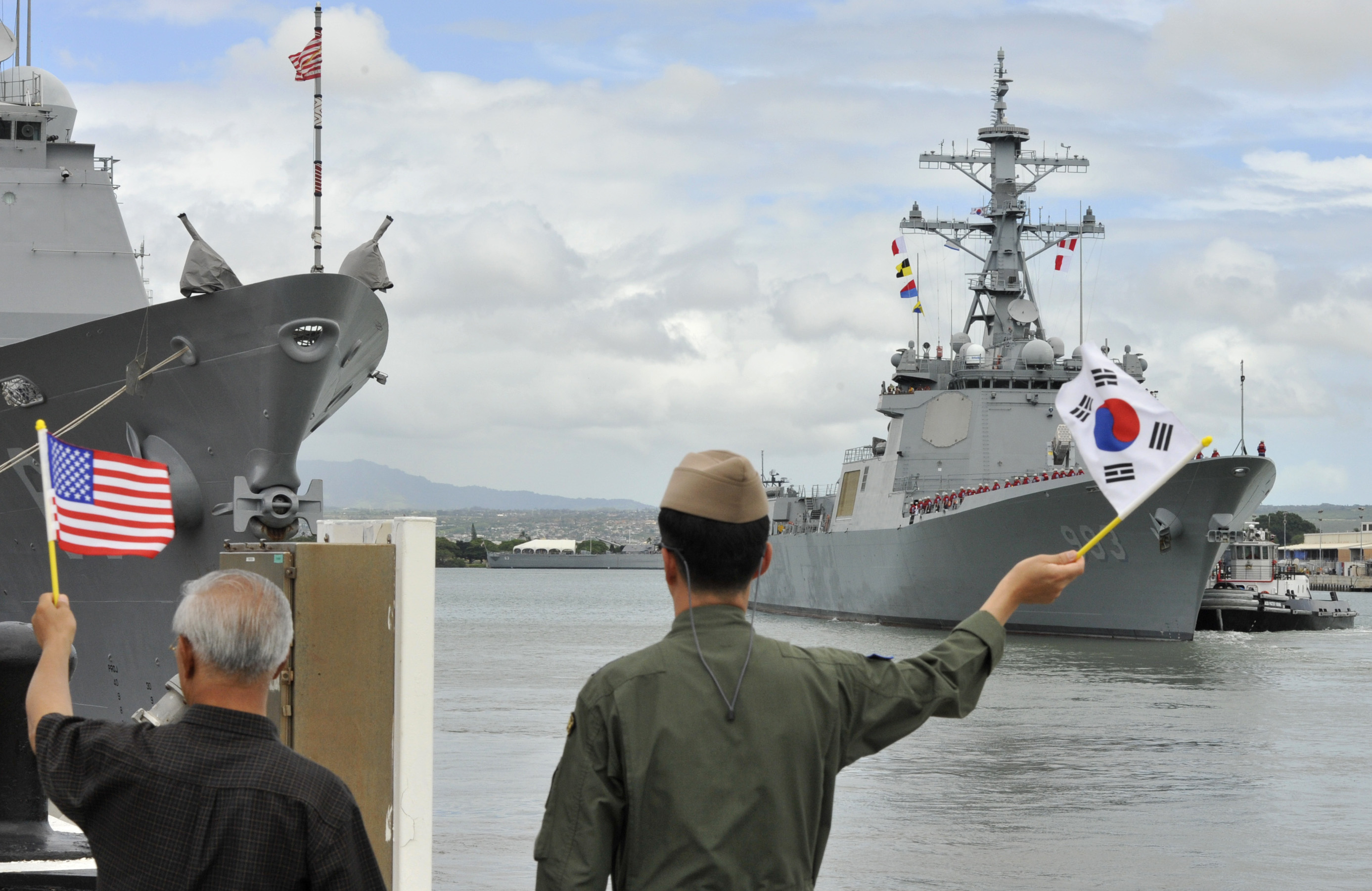
西厓柳成龍號在2014年環太平洋軍演期間抵達珍珠港。
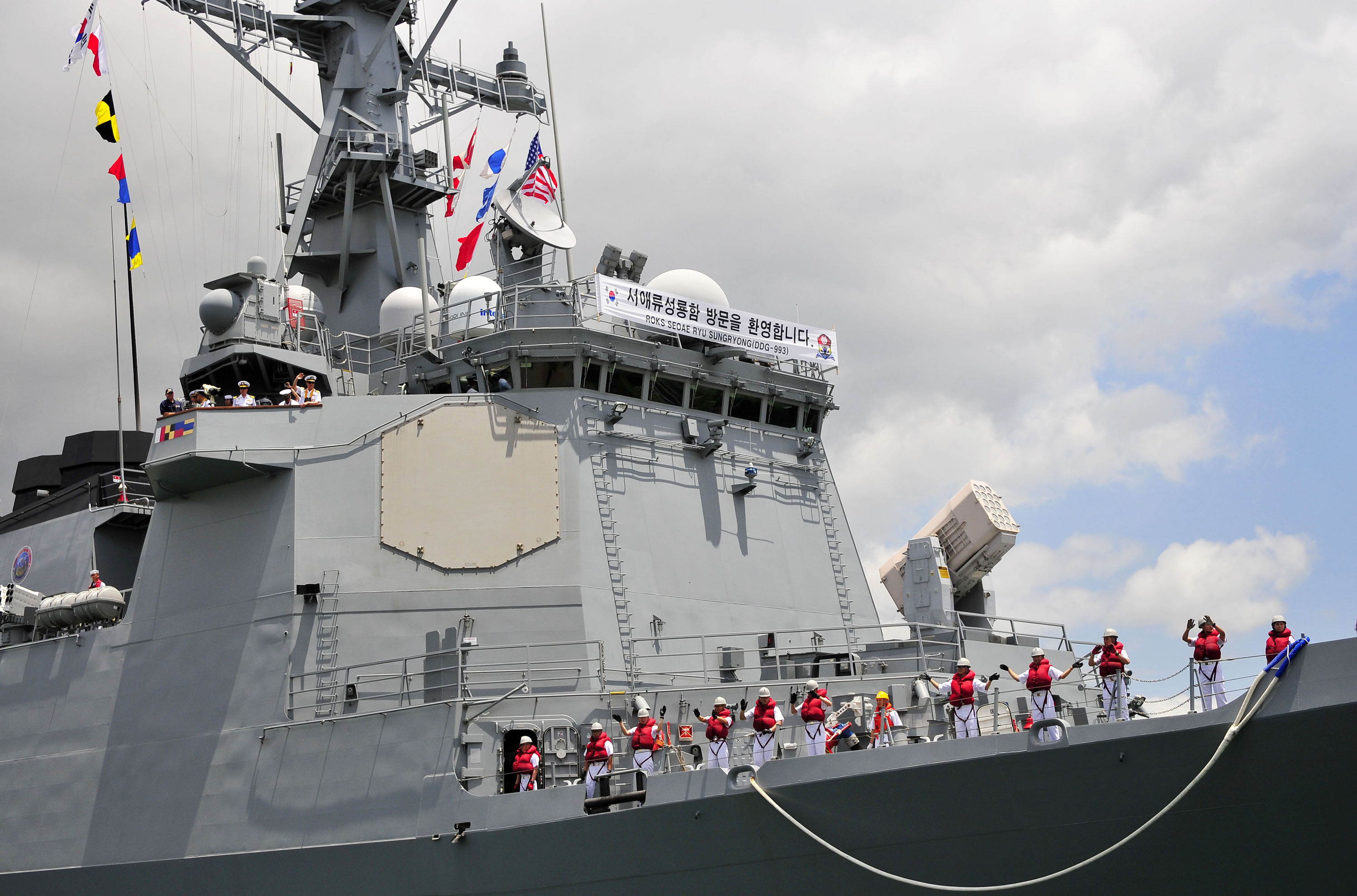
2014 年環太平洋軍演期間，停泊在珍珠港的西厓柳成龍號。
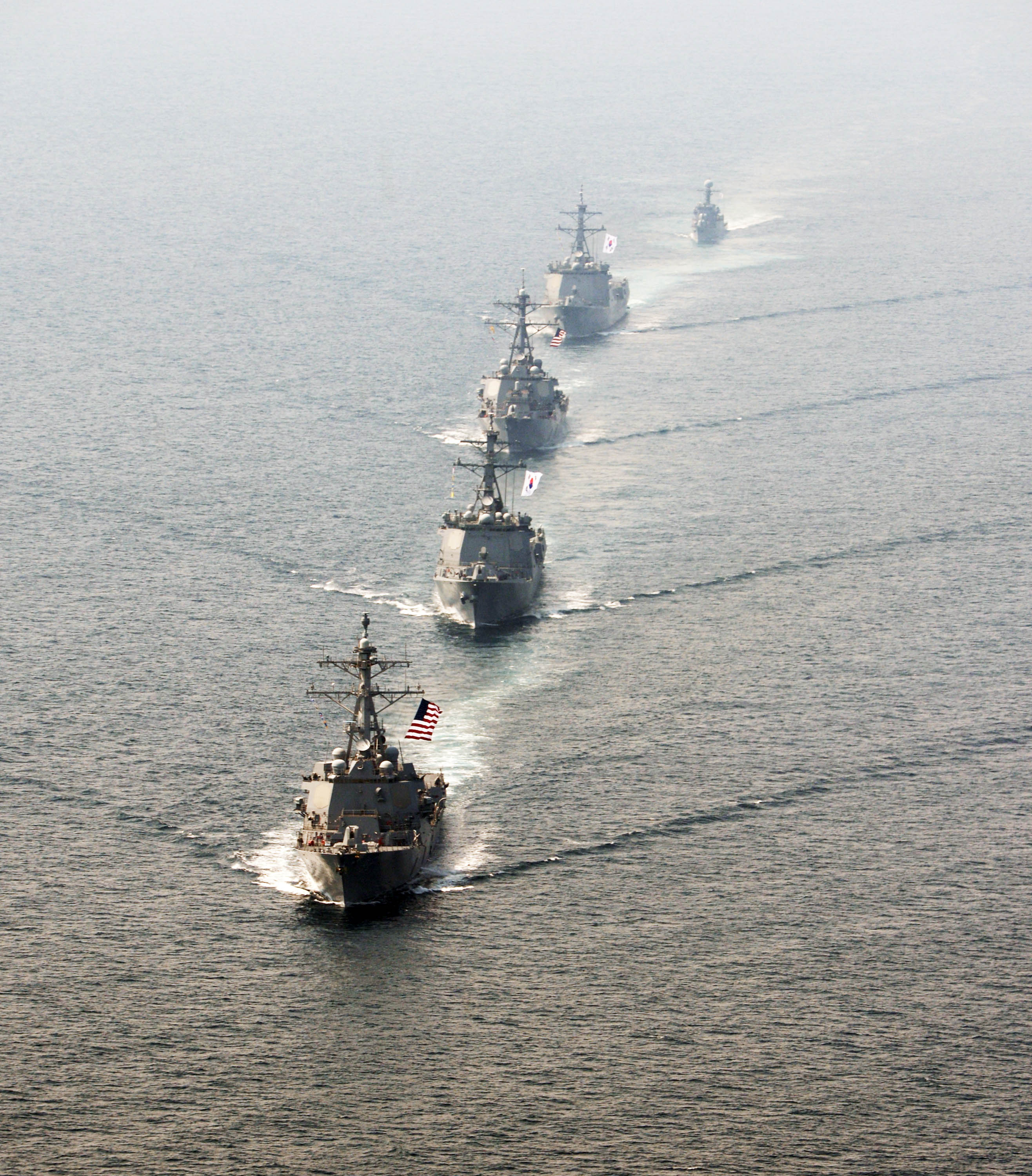
從近到遠，美國海軍莫森號 (DDG-92) 、韓國海軍西厓柳成龍號（DDG-993）、美國海軍迪凱特號（DDG-73）、韓國海軍粟谷李珥（DDG-992），光明號（PCC-782）正在以單縱陣型航行，照片攝於2016年5月22日。
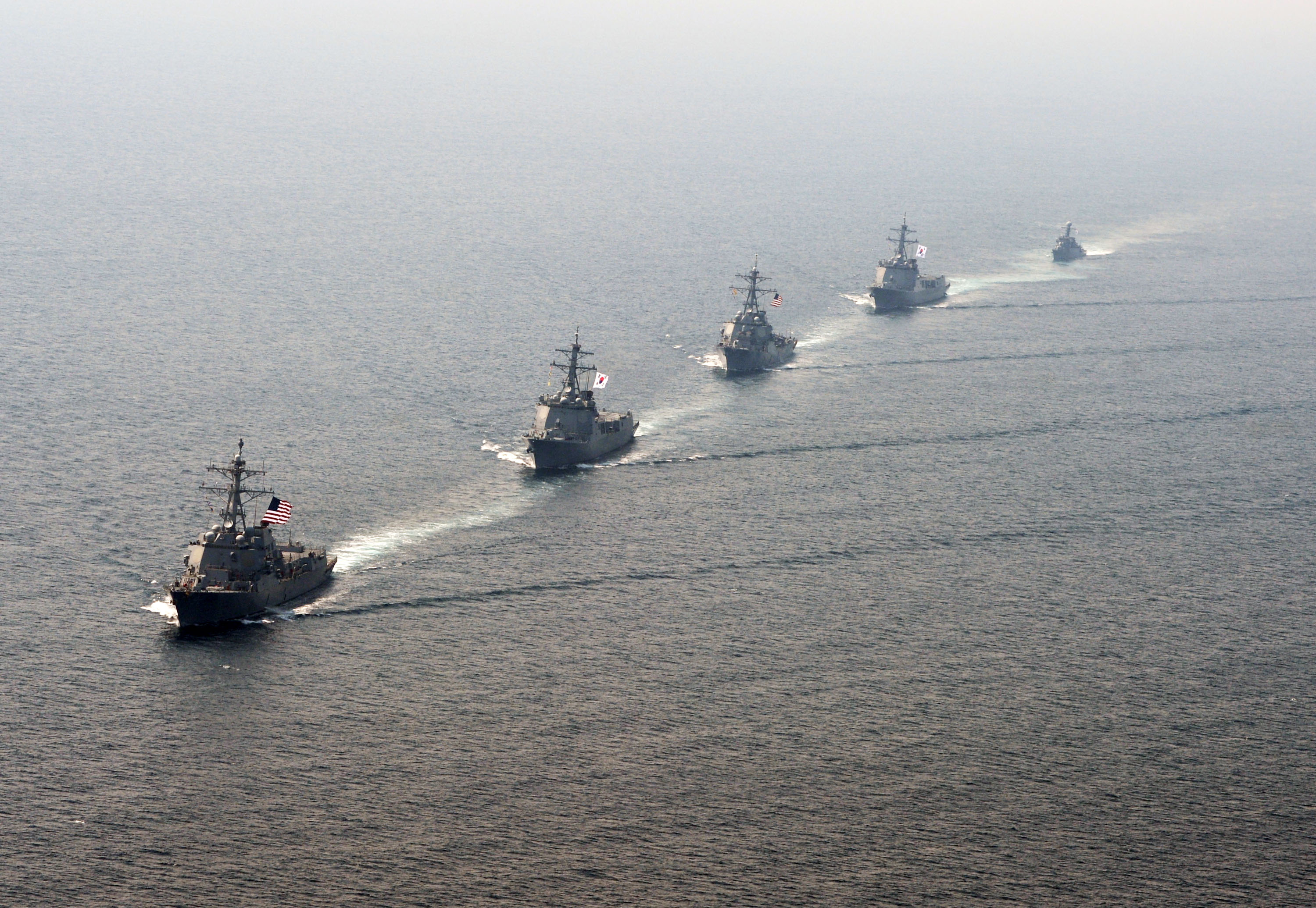
從近到遠，美國海軍莫森號 (DDG-92) 、韓國海軍西厓柳成龍號（DDG-993）、美國海軍迪凱特號（DDG-73）、韓國海軍粟谷李珥（DDG-992），光明號（PCC-782）正在以單縱陣型航行，照片攝於2016年5月22日。
2013 年 10 月 3 日，西厓柳成龍號在日本海演習期間進行機動

## 關聯項目

### 相关
- 大韓民國海軍
- 忠武公李舜臣級驅逐艦
- 廣開土大王級驅逐艦

### 类似舰型
- 美国 阿利伯克級驅逐艦
- 日本 摩耶级护卫舰
- 日本 愛宕型護衛艦
- 日本 金刚级驱逐舰
- 中国 052D型驅逐艦
- 中国 055型驅逐艦